# Ignacy Pardyka
Ignacy Pardyka (ur. 31 lipca 1950 w Klementowicach, zm. 19 maja 2019 w Kielcach) – polski elektronik, informatyk i nauczyciel akademicki, w 1998 wojewoda kielecki.

## Życiorys
Syn Henryka i Marianny. Ukończył studia na Wydziale Elektroniki Politechniki Warszawskiej (1975). Na macierzystej uczelni uzyskał następnie stopień naukowy doktora. Od 1978 był pracownikiem naukowym w Katedrze Elektroniki i Telekomunikacji Politechniki Świętokrzyskiej. Został później wykładowcą na Uniwersytecie Jana Kochanowskiego w Kielcach, objął też funkcję prorektora w Wyższej Szkole Technik Komputerowych i Telekomunikacji w tym mieście.
W 1980 wstąpił do „Solidarności”, w latach 90. kierował uczelnianą komisją zakładową związku. Od 1993 do 1994 był dyrektorem wydziału w urzędzie wojewódzkim. W rządzie Jerzego Buzka w 1998 z rekomendacji Akcji Wyborczej Solidarność zajmował stanowisko wojewody kieleckiego. Po reformie administracyjnej do 2000 był dyrektorem departamentu w Ministerstwie Spraw Wewnętrznych i Administracji.
W 1999 otrzymał Brązowy Krzyż Zasługi.